# Henderson (Nevada)
Henderson je město v okrese Clark County ve státě Nevada ve Spojených státech amerických. Žije zde přibližně 318 tisíc obyvatel. Město je součástí metropolitní oblasti Las Vegas a leží asi 21 km jihovýchodně od centra Las Vegas.
Městem prochází dálnice Interstate 215 a Interstate 515. Město bylo pojmenováno podle senátora Charlese Hendersona.

## Historie
Na začátku 40. let 20. století zde byl pro válečné účely postaven závod na zpracování hořčíku, u kterého vyrostlo městečko, v němž žilo až 14 tisíc pracovníků. Městskou samosprávu získal Henderson v roce 1953. Během 90. let 20. století se změnil průmyslový charakter města, které je od té doby vyhledávaným místem k bydlení a pro komerční rozvoj.
Nedaleko Hendersonu byl v roce 2008 objeven dinosaurus, který byl roku 2022 formálně popsán pod jménem Nevadadromeus schmitti.

## Sport
Ve městě sídlí klub ledního hokeje Henderson Silver Knights, který působí v American Hockey League. Zároveň je farmou klubu Vegas Golden Knights.

## Rodáci
- Brandon Flowers (* 1981), zpěvák skupiny The Killers